# Persia's Got Talent
Persia's Got Talent je spin-off britské talentové show Got Talent, zaměřený na persky mluvící publikum po celém světě, hlavně v Íránu. Vyrábí se mimo Írán a od 31. ledna 2020 je vysílán na stanici MBC Persia, která je součástí Middle East Broadcasting Center.